# Communauté de communes du Lussacais
Ne doit pas être confondu avec communauté de communes du Lussacois.
La communauté de communes du Lussacais est une ancienne structure intercommunale française, située dans le département de la Gironde et la région Aquitaine.

## Composition
La communauté de communes du Lussacais était composée des 8 communes suivantes :
- Montagne
- Lussac
- Les Artigues-de-Lussac
- Puisseguin
- Petit-Palais-et-Cornemps
- Néac
- Francs
- Tayac

## Historique
Le 1er janvier 2013, elle fusionne avec  la communauté de communes de la juridiction de Saint-Émilion pour former la communauté de communes du Grand Saint-Émilionnais qui compte 22 communes.